# Belle Mead
Belle Mead – jednostka osadnicza w Stanach Zjednoczonych, w stanie New Jersey, w hrabstwie Somerset.